# Szőts Orsolya
Szőts Orsolya (névváltozata: Szőts Orsi; Eger, 1987. november 22. –) magyar színésznő, bábművész.

## Életpályája
2006-ban érettségizett az Eszterházy Károly Gyakorló Általános Iskola, Középiskola és Alapfokú Művészetoktatási Intézményében. 2006-2009 között Harlekin Bábszínház Stúdió, 2009–2019 között a Békéscsabai Napsugár Bábszínház tagja volt. 2020-tól a Budaörsi Latinovits Színház színésznője.
2017–2020 között Színház- és Filmművészeti Egyetem drámainstruktor szakán tanult.

## Filmes és televíziós szerepei
- Hotel Margaret (2022) ...Niki
- A Király (2022) ...Lang Györgyi
- Ki vagy te (2022–2023) ...Natália
- Drága örökösök – A visszatérés (2022–) ...Babett
- A renitens (2024) ...Marika